# Charles Willems
Charles Willems (Schaarbeek, 1 september 1907 - 30 maart 1974) was een Belgisch politicus voor de BSP.

## Biografie
Hij was de zoon van Willem Willems, voormalig burgemeester van Muizen. Beroepshalve werd Charles Willems bediende.
Van 11 juni 1958 tot 29 september 1971 zetelde hij in de Belgische Senaat als provinciaal senator voor de provincie Brabant.